# 次屋尚
次屋 尚（つぎや ひさし、1965年（昭和40年） - ）は、日本のテレビドラマプロデューサー。日本テレビコンテンツ制作局統括プロデューサー。愛媛県宇和島市出身、香川県育ち。

## プロフィール
早稲田大学卒業後、木下プロダクション（のちのドリマックス・テレビジョン）など制作会社を経て、2005年に日本テレビ放送網入社。以降『瑠璃の島』『喰いタン』『アイシテル〜海容〜』など、おもに連続ドラマのプロデューサーとして活躍。2022年5月31日までは情報・制作局統括プロデューサー

## 受賞
- 第5回大山勝美賞（2019年）[1]

## 主なプロデュース作品
- たったひとつのたからもの（2004年10月単発）
- 瑠璃の島（2005年4月期連続ドラマ）
- 恋のから騒ぎドラマスペシャル2（2005年9月単発）
- 喰いタン（2006年1月期連続ドラマ）
- 恋のから騒ぎドラマスペシャル3（2006年9月単発）
- 喰いタン　スペシャルin香港（2006年9月単発）
- 瑠璃の島　スペシャル2007（2007年1月単発）
- 喰いタン2（2007年4月期連続ドラマ）
- ドリーム☆アゲイン（2007年10月期連続ドラマ）
- あの日、僕らの命はトイレットペーパーよりも軽かった（2008年7月単発）
- 正義の味方（2008年7月期連続ドラマ）
- 妄想姉妹〜文學という名のもとに〜（2009年1月期連続ドラマ）
- アイシテル〜海容〜（2009年4月期連続ドラマ）
- Mother（2010年4月期連続ドラマ）
- デカワンコ（2011年1月期連続ドラマ）
- さよならぼくたちのようちえん（2011年3月単発）
- 家族、貸します 〜ファミリー・コンプレックス〜（2012年7月27日）
- 東京全力少女（2012年10月期連続ドラマ）
- Woman（2013年7月期連続ドラマ）
- はなちゃんのみそ汁（2014年8月単発）
- 戦力外捜査官（2014年1月-3月）
- Dr.倫太郎（2015年4月-6月）
- 金曜ロードSHOW! 特別ドラマ企画『がっぱ先生!』（2016年9月23日）
- 天才バカボン（2016・2017年単発）
- スーパーサラリーマン左江内氏（2017年1月期連続ドラマ）協力プロデューサー
- 先に生まれただけの僕（2017年10月期連続ドラマ）
- anone（2018年1月期連続ドラマ）
- ドロ刑 -警視庁捜査三課- （2018年10月期連続ドラマ）
- ネメシス（2021年4月期連続ドラマ）
- 二月の勝者（2021年10月期連続ドラマ）
- 初恋の悪魔（2022年7月期連続ドラマ）
- 相続探偵（2025年1月期連続ドラマ）協力プロデューサー

### その他
- 恋愛中毒（2000年EX）
- ハッピー愛と感動の物語1、2（1999年.2000年TX）
- 氷点2001（2001年EX）
- 本家のヨメ（2001年YTV）
- メッセージ（2003年YTV）
- 高原へいらっしゃい（2003年TBS）